# Phare de Michigan City (brise-lames)

Le phare ouest de Michigan City (en anglais : Michigan City Breakwater Light), est un phare situé sur le lac Michigan en bout d'un brise-lames détaché à l'entrée du port de Michigan City dans le comté de Lake, Indiana. Il marque, avec le phare de Michigan City (jetée est) l'entrée du port.

## Description
Le phare  est une tourelle pyramidale en béton à claire-voie de 9,5 m de haut, portant une balise. Le phare et peint en blanc avec une étroite bande rouge horizontale près du sommet.
Il émet, à une hauteur focale de 24 m, une lumière rouge par période de 4 secondes. Sa portée est de 5 milles nautiques (environ 9 km). 
Identifiant : ARLHS : USA-1016 ; USCG :  7-19555 .

### Lien connexe
- Liste des phares de l'Indiana